# Блок (механика)

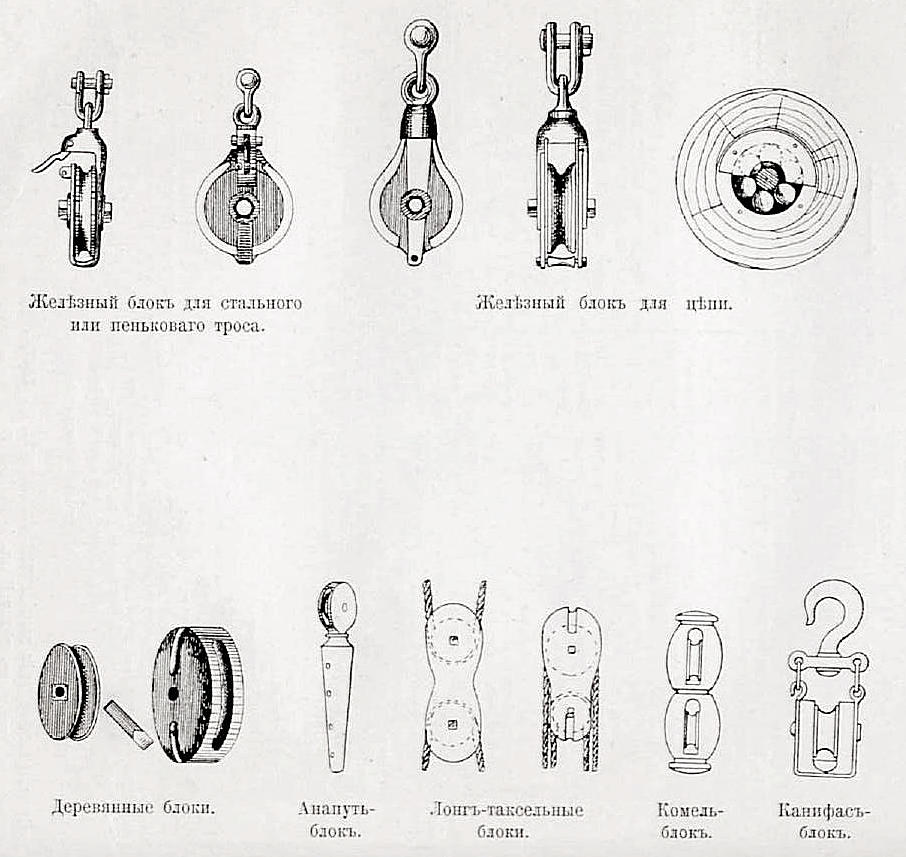
Виды блоков

Блок — простое механическое устройство (приспособление), позволяющее регулировать силу.
Блок, в механике, представляет собой колесо с жёлобом по окружности, вращающееся вокруг своей оси, жёлоб предназначен для гибкой тяги (каната, цепи, ремня). Блоки бывают одношки́вными, двушки́вными.
Блоки делятся на:
- неподвижные;
- подвижные;
- комбинированные (полиспаст).

## Неподвижный блок
Неподвижный блок — ось блока в обоймах, закреплённых на балке или стене, меняет направление. 
Условие равновесия блока:
{\displaystyle F=fmg}
где
{\displaystyle F} — прилагаемое внешнее усилие,
{\displaystyle m} — масса груза,
{\displaystyle g} — ускорение свободного падения,
{\displaystyle f} — коэффициент сопротивления в блоке: для цепей ~1.05, для верёвок ~1.1.
При отсутствии трения для подъёма нужна сила, равная весу груза.

## Подвижный блок
Подвижный блок — ось блока в обоймах, к которым прикрепляется груз, и блок вместе с ними, который не закреплён неподвижно. Такой блок позволяет прилагать меньшую силу для подъёма, чем вес груза.
В случае, когда концы верёвки, обхватывающей блок, составляют с горизонтом равные между собой углы, то прилагаемая для подъема сила F будет вдвое меньше его веса, то есть вес груза распределяется по двум частям охватывающей блок верёвки:
{\displaystyle F={1 \over {2}}mg}
При этом груз пройдёт расстояние, вдвое меньшее пройденного точкой приложения силы F, и, соответственно, получится выигрыш в силе подвижного блока.

## Комбинированный блок
Полиспаст — система из нескольких подвижных и неподвижных блоков (обычно попарно). Простейшая такая система изображена на рисунке и даёт выигрыш силы в ~2 раза при любом направлении приложения усилия.
В отличие от шкива, блок вращается на оси свободно и не передаёт усилия с оси на ремень или с ремня на ось.